# The Antonelli Orchestra
The Antonelli Orchestra er et dansk ensemble, der er bedst kendt som husorkester i forbindelse med Vild med dans på TV 2 siden 2005. Antallet af musikere i The Antonelli Orchestra varierer, men det er omkring 8-10 musikere. 
The Antonelli Orchestras kapelmester er trommeslageren Claes Antonsen. The Antonelli Orchestra blev oprindeligt dannet under navnet The Claudio Antonielli Orchestra i 1999 i forbindelse med Master Fatmans Las Campas-koncerter på Base Camp på Holmen, København. Orkesteret bestod dengang af Claes Antonsen, Lars Danielsson, Jens Runge og Søren Runge.
The Antonelli Orchestra har sidenhen også optrådt i andre TV 2-programmer, bl.a. Toppen af Poppen og Så det synger.

## Medlemmer

### Nuværende
- Christian Douglas – bas
- Jacob Gurevitsch – guitar
- Jonas Krag – guitar
- Poul Reimann – keyboard
- Stine Hjelm – vokal
- Mark Linn – vokal
- Daniel – vokal
- Thomas Edinger – saxofon
- Ketil Duckert – trompet
- Ari Bragi Kárason - trompet
- Eliel Lazo – percussion
- Emil Falk - guitar (vikar for Jonas Krag)

### Tidligere
- Claes Antonsen – kapelmester og trommer
- Jacob Andersen – percussion
- Nellie Ettison – vokal
- Thomas Andersson – guitar
- Nis Toxværd – saxofon
- Anders Gustafsson – trompet
- Yuliesky Gonzalez – trompet
- Mads Michelsen – percussion